# UNSA Police
 (avril 2010).
Si vous disposez d'ouvrages ou d'articles de référence ou si vous connaissez des sites web de qualité traitant du thème abordé ici, merci de compléter l'article en donnant les références utiles à sa vérifiabilité et en les liant à la section « Notes et références ».
L’UNSA Police est un syndicat français de policiers.
Héritière directe de la FASP (Fédération autonome des syndicats de police), fondée en 1969 et qui regroupait les syndicats SGP–SNIP des CRS et SNPT (Syndicat national des policiers en tenue), l’UNSA Police se transforme en 2004 en « UNSA Police, le syndicat unique », les syndicats catégoriels disparaissant. En 2006 les effectifs du SNPT fusionnent avec ceux de l'UNSA Police syndicat unique. 
L’UNSA Police prend la première place du syndicalisme policier lors des élections professionnelles de 2006 (41,1 % des voix et 7 sièges à la CAPN contre 36,5 % et 6 sièges à l'Alliance Police nationale), place qu'elle perd aux élections de 2010, au profit de l'Union UNITE Police - SGP CGT-FO composée des dissidents de l'UNSA Police et du SGP-CGT-FO.

## Historique
En 1969 est fondée la FASP, organisation syndicale de la police nationale française. Contrairement aux autres syndicats de fonctionnaires qui recherchaient la représentativité syndicale au travers des grandes confédérations, le syndicalisme policier majoritaire est resté soucieux de préserver son autonomie. Les syndicats les plus importants, notamment dans la police, se tiennent à l’écart des grandes confédérations de type FO ou CGT. En effet il considère qu’il a des revendications professionnelles spécifiques qu’une confédération générale ne pourrait exprimer correctement dans une politique syndicale nécessairement plus générale. C’est le problème rencontré par le syndicat CGT-FO.
En 1986, tous les corps de police étaient représentés au sein de la FASP : le syndicat national des policiers en tenue (SNPT), le syndicat national indépendant de la police(SNIP) des CRS, le syndicat général de la police (SGP) pour Paris, le syndicat national des officiers (SNO), le syndicat national unifié des inspecteurs de police (SNUIP) et le syndicat national des commissaires (SNC).
En 1993, l'Union nationale des syndicats autonomes (UNSA) est créée.
En 1996, la FASP implose, le SGP quitte la fédération qui sera dissoute en 1997.
En 1997, l’UNSA Police est créée, se constituant en fédération de syndicats de la police nationale et adhérant directement à l'UNSA (Union nationale des syndicats autonomes) membre de la Confédération européenne des syndicats. L'UNSA Police regroupe plusieurs syndicats de l'ex-FASP : le SNIP, le SNUIP, le SPCD (ex SNC), DIFFERENCE (SGAP de PARIS) et OBJECTIFS (syndicat des personnels administratifs, techniques et scientifiques). L'UNSA Police inscrit son action dans les pas de la FASP.
En 2004, l’Union nationale des syndicats autonomes de la police se transforme en syndicat unique et met un terme à l'adhésion des syndicats qui la composent. Dès lors les syndicats fondateurs fusionnés n’ont plus d’existence légale. Les fonctionnaires adhèrent directement à l’UNSA Police, syndicat professionnel qui représente l’ensemble des catégories de personnels de la police nationale et du ministère de l’intérieur.
En 2006, les militants du Syndicat national des policiers en tenue (SNPT) rejoignent l’UNSA Police. Depuis les dernières élections dans la police nationale, l'UNSA Police reprend le leadership syndical.
En novembre 2013 est créé l'UNSA/ FASMI qui en avril 2014 regroupera en son sein 6 syndicats du Ministère de l'Intérieur ; l'UNSA FASMI se veut héritière de la FASP.

### Scission de 2009
En avril 2009, après un projet rapidement avorté de rapprochement entre les confédérations UNSA et CFE-CGC, l’ensemble des cadres de l’UNSA Police votent à l'unanimité en congrès à Marseille le départ de la confédération Unsa. Ils rejoignent ensuite Force Ouvrière en créant Unité SGP Police. Philippe Capon, chargé du secteur CRS, ne souhaitant pas adhérer à la confédération FO, fera machine arrière et perdurer l’entité UNSA Police, refusant de changer de doctrine qu'impliquerait un basculement au sein de la CGT-FO.Gilbert Abras devient alors le nouveau secrétaire général.
L’UNSA Police tient son 6e congrès extraordinaire, le 2 juin 2009 à la Bourse du travail, en présence de 162 délégués, et poursuit dans l’UNSA un syndicalisme autonome au service de tous les agents du ministère de l’Intérieur. Philippe CAPON devient secrétaire général de l'UNSA Police le 2 juin 2009.
Union Unité SGP Police est issue du rapprochement du SGP CGT-FO et d’Unité Police, née le 9 juin 2009 à la suite de trois décisions de justice successives les condamnant pour usage abusif du nom et du logo UNSA. La justice considère que seule l'UNSA-Police-UNSA peut se prévaloir du nom "UNSA Police" (Tribunal de Bobigny, 9 juin 2009).

### Élections professionnelles (de 2006 à 2018)
| Syndicats                 | 2006   | 2006  | 2006   |
| Syndicats                 | Voix   | %     | Sièges |
| ------------------------- | ------ | ----- | ------ |
| UNSA Police               | 31 757 | 41,07 | 7      |
| Alliance Police nationale | 28 205 | 36,47 | 6      |
| SGP FO                    | 11 861 | 15,34 | 2      |
| FPIP                      | 3 658  | 4,73  | 0      |
| Action Police CFTC        | 1 084  | 1,40  | 0      |
| FGSPN CGT                 | 463    | 0,60  | 0      |
| CFDT Police               | 300    | 0,39  | 0      |

Après la scission intervenue en 2009, l’UNSA Police maintient sa représentativité tout en perdant plus de deux tiers de ses voix au profit du SGP-CGT-FO et d'Unité Police (constituée des membres refusant la fusion alors annoncée avec Alliance dans le cadre d'un rapprochement depuis remis en cause de la CFE-CGC et de l'UNSA).
| Syndicats                       | 2010   | 2010  | 2010   |
| Syndicats                       | Voix   | %     | Sièges |
| ------------------------------- | ------ | ----- | ------ |
| Unité SGP Police-Force Ouvrière | 38 441 | 47,78 | 8      |
| Alliance Police nationale       | 30 261 | 37,61 | 7      |
| UNSA Police                     | 7 820  | 9,72  | 1      |
| FPIP                            | 2 711  | 3,37  | 0      |
| FGSPN CGT                       | 463    | 0,58  | 0      |
| Action Police CFTC              | 447    | 0,56  | 0      |
| CFDT Police                     | 307    | 0,38  | 0      |

| Syndicats                                          | %      | Sièges |
| -------------------------------------------------- | ------ | ------ |
| FSU intérieur                                      | 0,84%  | 0      |
| Alliance PN - SNAPATSI - SAPACMI - Synergie - SICP | 33,75% | 6      |
| CAP Police nationale - FGAF                        | 0,3%   | 0      |
| FSMI - FO                                          | 31,99% | 6      |
| UNSA - FASMI                                       | 12.92% | 2      |
| UGFF - CGT                                         | 3,39%  | 0      |
| FPIP - Eurocop                                     | 3,35%  | 0      |
| CFDT                                               | 10,14% | 1      |
| Sud Intérieur                                      | 0,96%  | 0      |
| SAPNSC                                             | 0,35%  | 0      |
| France Police                                      | 0,95%  | 0      |
| CFTC MI                                            | 1,06%  | 0      |

| Syndicats                                                    | %      | Sièges |
| ------------------------------------------------------------ | ------ | ------ |
| FSMI-FO                                                      | 34,44% | 6      |
| Alliance PN - SNAPATSI - Synergie Officiers - SICP - SAPACMI | 31,84% | 6      |
| UNSA Police - FASMI - SNIPAT                                 | 15,63% | 2      |
| CFDT Interco                                                 | 9,25%  | 1      |
| France Police policiers en colère                            | 3,12%  | 0      |
| CGT - USIAOM                                                 | 2,33%  | 0      |
| FPIP                                                         | 1,20%  | 0      |
| Sud Intérieur                                                | 0,63%  | 0      |
| CFTC MI Impact Police                                        | 0,40%  | 0      |
| VIGI MI                                                      | 0,40%  | 0      |
| SNUITAM-FSU                                                  | 0,20%  | 0      |
| FAPMI                                                        | 0,19%  | 0      |
| SAPNSC                                                       | 0,17%  | 0      |
| SNPNAC                                                       | 0,13%  | 0      |

| Syndicats | Votes | %      | Sièges |
| --- | ----- | ------ | ------ |
| BLOC SYNDICAL : ALLIANCE PN_UNSA POLICE_SAPACMI_SNIPAT_SYNERGIE OFFICIERS_UATS_SCPN_SNPPS_SICP_SANEER&SR_UDO_SPPN_SAP GMA_UNSA FASMI | 67392 | 49,45% | 8      |
| FSMI-FO | 47873 | 35,13% | 6      |
| CFDT INTERCO - ALTERNATIVE Police - SCSI - SMI                                                                                       | 11032 | 8,09%  | 1      |
| FRANCE POLICE - POLICIERS EN COLERE - TOUCHE PAS A MON FLIC                                                                          | 4165  | 3,06%  | 0      |
| UFSE-CGT | 2633  | 1,93%  | 0      |
| FPIP | 1402  | 1,03%  | 0      |
| CFTC-Impact Police CFTC MI | 537   | 0,39%  | 0      |
| SUD INTERIEUR - SOLIDAIRES | 508   | 0,37%  | 0      |
| PRO POLICE | 318   | 0,23%  | 0      |
| SNUITAM FSU INTERIEUR | 246   | 0,18%  | 0      |
| SAPNSC | 189   | 0,14   | 0      |

## L'UNSA Police et son organisation
Sur le plan international l'UNSA Police adhère à la Confédération européenne des syndicats, par l'intermédiaire de l'UNSA.
L'UNSA Police est implantée sur l'ensemble du territoire et est organisé en trois pôles d’activité : Pôle des Zones Police Nationale et des Outre-mer, Pôle Paris IDF, Pôle C.R.S. ; et par secteurs d’activité : PARITARISME, COMMUNICATION, FORMATION, SOCIAL, CHS, ADS et CADETS, JURIDIQUE.
L'UNSA Police est représentée sur le plan zonal, départemental et local par ses nombreuses sections syndicales des adhérents en métropole et dans les DROM / COM.

### Secrétaires généraux
Le 2 juin 2009, l'UNSA Police affiliée à l'UNSA, regroupée en congrès extraordinaire, élit Philippe Capon comme secrétaire général.
| Secrétaires généraux de l'UNSA Police | Secrétaires généraux de l'UNSA Police | Secrétaires généraux de l'UNSA Police |
| ------------------------------------- | ------------------------------------- | ------------------------------------- |
| 1997 - 2008                           | Joaquin Masanet                       | jusqu'au 28 février 2008              |
| 2008 - 2009                           | Henri MARTINI                         | du 28 février 2008 à 2009             |
| 2009 - 2009                           | Gilbert ABRAS                         | de février 2009 au 2 juin 2009        |
| 2009 - 2020                           | Philippe CAPON                        | du 2 juin 2009 au 10 septembre 2020   |
| 2020 - 2024                           | Olivier VARLET                        | du 10 septembre 2020 au 14 mai 2024   |
| Depuis 2024                           | Thierry CLAIR                         | depuis 14 mai 2024                    |

### L'UNSA Police dans l'UNSA
L'UNSA Police se situe au sein de la FASMI. Le secrétaire général de la FASMI, Thierry Clair est également secrétaire général au sein de l'UNSA Police.
- UNSA Fonction Publique,
- UNSA.